# 니콘 F 마운트

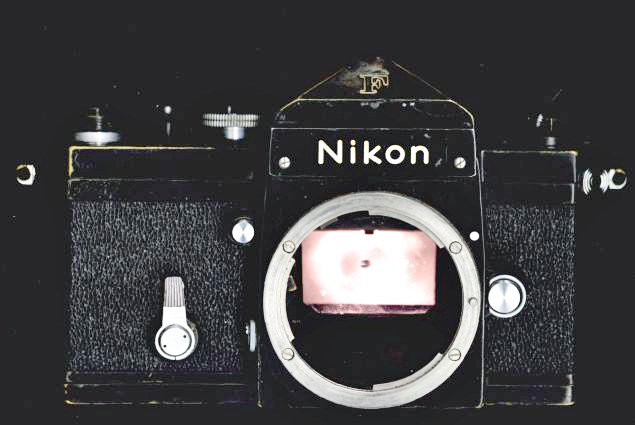
니콘 F 마운트를 사용한 최초의 카메라인 니콘 F

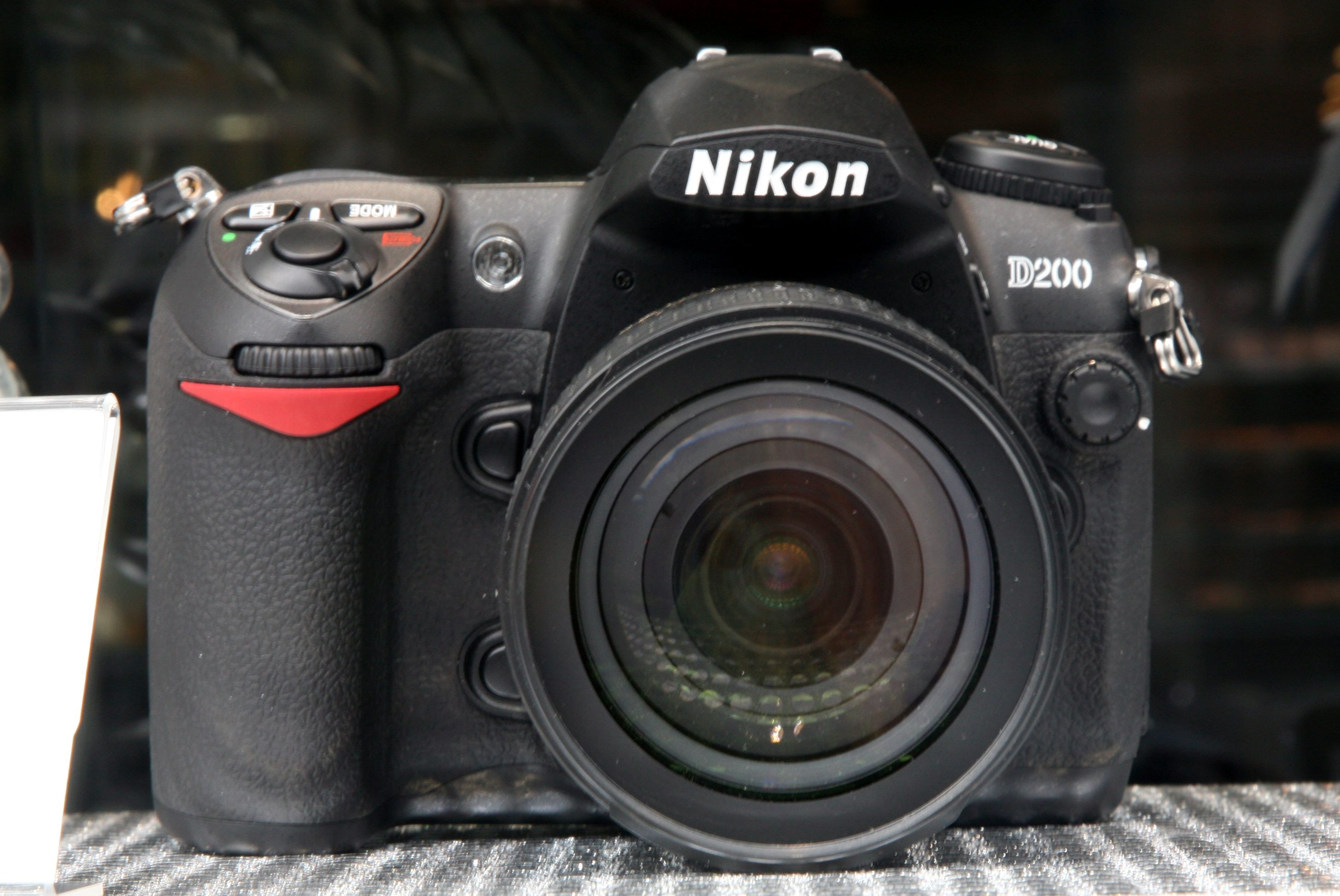
니콘 F 마운트를 사용하는 DSLR 니콘 D200

니콘 F 마운트(Nikon F-mount)는 니콘이 35 mm SLR 카메라를 위해 개발한 렌즈 마운트이다. F 마운트를 사용한 최초의 카메라는 1959년에 발표된 니콘 F 카메라이다.

## 같이 보기
- 니콘 FX 포맷, 니콘 DX 포맷
- 캐논 EF 마운트
- 펜탁스 K 마운트
- AF-S
- List of Nikon compatible lenses with integrated autofocus-motor